# Kladistika

Tento kladogram ukazuje evoluční vztah mezi různými druhy hmyzu

Kladistika je způsob klasifikace organismů, která je řadí v pořadí podle jejich větvení v evolučním stromu a nikoliv podle jejich morfologické podobnosti. Slovo kladistika je odvozeno od starého řeckého slova κλάδος, klados („větev“). Kladistická klasifikace (fylogenetická klasifikace) je tedy založena na principech odrážejících příbuznost organismů a jejich skupin.
Výsledkem kladistické analýzy jsou stromy nazývané kladogramy a jednotlivé klady (clades) v nich.